# Marianthus paralius
Marianthus paralius är en tvåhjärtbladig växtart som beskrevs av L.W.Cayzer och Crisp. Marianthus paralius ingår i släktet Marianthus och familjen Pittosporaceae. Inga underarter finns listade.